# Estadio Marcelo Leitão
El Estadio Marcelo Leitão es un recinto deportivo situado en la localidad de Espargos de la isla de Sal, Cabo Verde. En este estadio se juegan todos los partidos del campeonato regional de Sal. El campo es de césped artificial. Las dimensiones son de 105 x 68 metros, el aforo es de 1 500 espectadores. 

## Historia
Fue construido en la década de los 80. A finales del año 2005 se instaló el césped artificial, convirtiéndose en el segundo campo de la isla en hacerlo, posteriormente en el 2008 se dotó de iluminación artificial para poder utilizar las instalaciones en periodo nocturno. La pista de atletismo que fue construida en el año 2010.
En la actualidad el estadio es utilizado por todos los equipos de fútbol de la isla de Sal.